# Bónis Sámuel
Tolcsvai Bónis Sámuel (Nagyfalu, 1810. szeptember 30. – Budapest, 1879. november 22.) országgyűlési képviselő, nagyréthi Darvas Erzsébet férje.

## Élete
Apja Bónis Sámuel szabolcsi alispán, anyja Dániel Borbála volt. Tanulmányait Sárospatakon kezdte, de később egy bécsi iskolába küldték. Jogot már ismét Sárospatakon hallgatott Kövy Sándornál; azután ügyvédi tanulmányokat folytatott Komáromy Istvánnál Abaúj megyében, ahol megismerkedett Jászay Pál történetíróval és Kazinczy Ferenccel, akikkel később levelezett. Kazinczy különösen nagy hatással volt rá.
Az 1830. évi országgyűlésen jurátus (joggyakornok) volt. 1831-ben letette az ügyvédi vizsgát, és még ugyanebben az évben a kolera megfékezésére létrehozott központi bizottságnál helyezkedett el jegyzőként. Ugyanakkor Szabolcs megye tiszteletbeli ügyészévé nevezték ki. A következő évben szolgabíró lett. Az 1839–1840. évi országgyűlésre megyéje követként küldte, és ő az ellenzékhez csatlakozott.

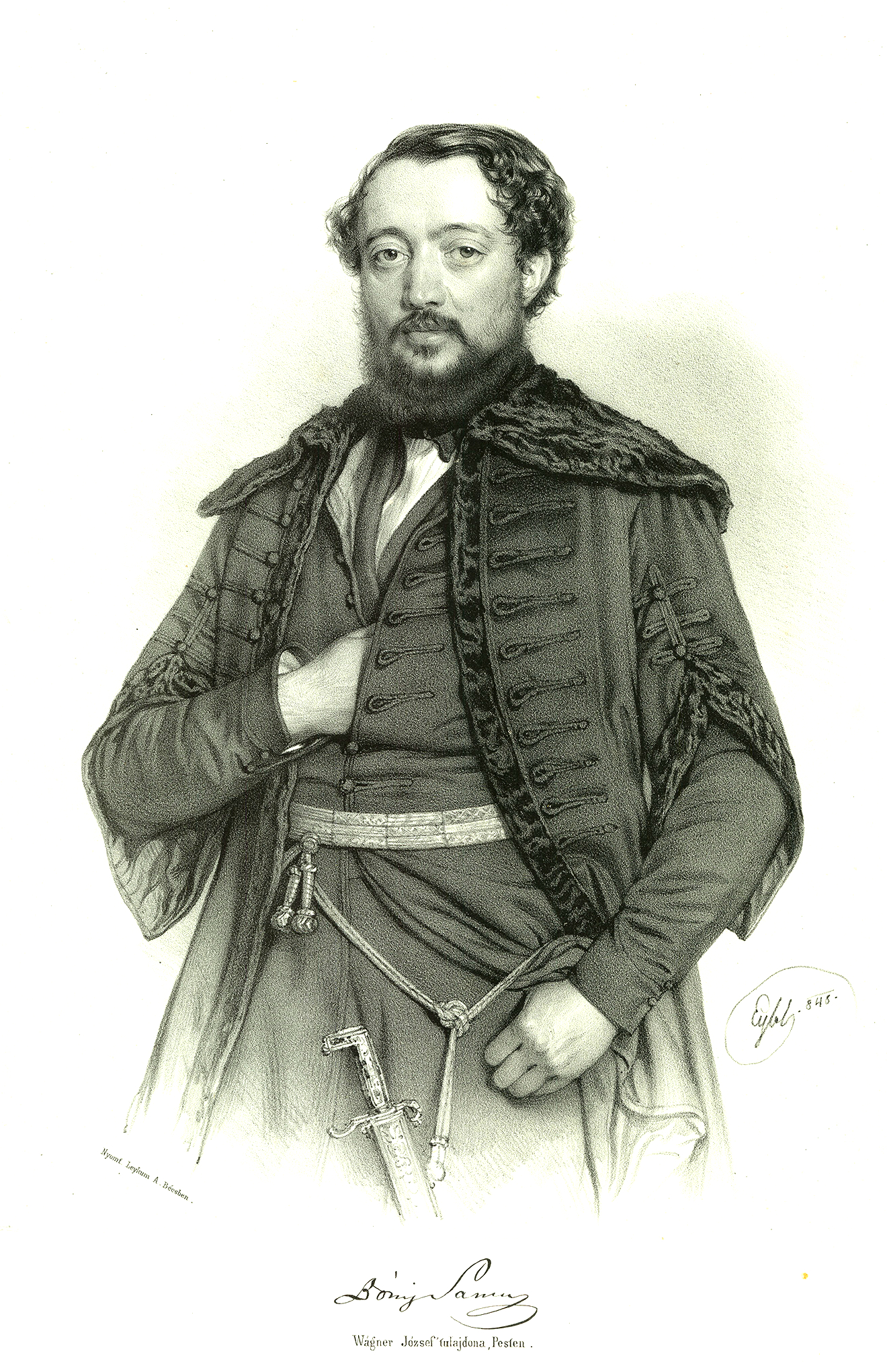
Bónis Sámuel 1848-ban

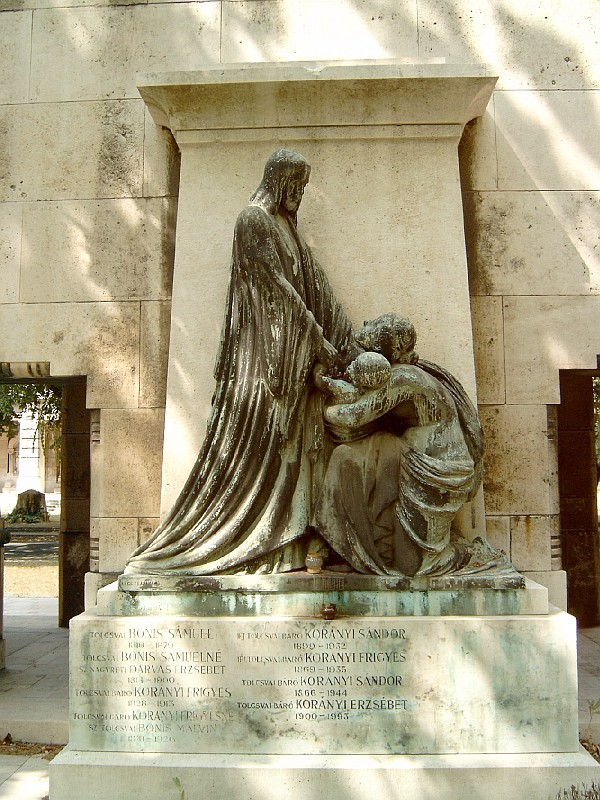
Sírja a Fiumei úti sírkertben (Árkádsor Á/jobb-46)

Az 1843–1844. és 1847–1848. évi országgyűléseken is mint Szabolcs megye követe jelent meg. Majdnem minden fontosabb tárgynál élénken részt vett a tanácskozásokban és az 1848-as törvények alkotásában is. Az első képviseleti pesti országgyűlésen mint a szabolcs megyei tiszalöki választókerület követe vett részt, ugyanezen kerületet képviselte az 1861. és 1865. évi országgyűlésen is.
1848 decemberének utolsó napjaiban (talán 26-án) Kossuth Lajos rendeletére a korona elszállításával bízták meg, saját kocsiján hozta át Budáról 30 gránátos kísérete mellett; ez a kocsi volt az első, mely az akkor elkészült Széchenyi lánchídon áthajtott. A debreceni korszak alatt, képviselő minőségén s az április 14. után alakult minisztériumban Vukovics Sebő igazságügyi miniszter mellett vállalt államtitkárságán kívül többféle küldetésben is vett részt. Szabolcsban kormánybiztos volt a hadsereg mellett, majd Görgei Artúrhoz küldték, akit egészen Világosig elkísért. A fegyverletétel után mintegy tíz hónapig bujkált, majd elfogták, és Pestre kísérték. Halálra ítélték, de kegyelmet kapott, tíz évet töltött az olmützi várbörtönben; 1856 végén szabadult.
Az 1861. és 1865. országgyűléseken a Határozati Párt, majd az abból született Balközép Párt tagja volt. 1869-ben megvált a politikai élettől, a semmítőszék bírájává nevezték ki, majd 1870. július 3-án a legfőbb ítélőszék tanácselnöke lett. 1878. január 28. Ferenc József a Szent István-rend lovagkeresztjével tüntette ki.
1907-től a Korányi család sírboltjában nyugszik a Fiumei úti sírkertben, leányával, Bónis Malvinnal (1841–1926), Korányi Frigyes feleségével együtt.

## Munkái
- Bonis Sámuel és Szaplonczay József máj. 23. tartott beszédeik. Pest, 1861.
- Országgyűlési beszédei a naplókban és politikai lapokban jelentek meg.